# Wanneperveen
Wanneperveen est un village dans la commune néerlandaise de Steenwijkerland, dans la province d'Overijssel. Le 1er janvier 2006, le village comptait 1 110 habitants.
Wanneperveen fut une commune indépendante jusqu'au 1er janvier 1973, date à laquelle elle fusionna avec Vollenhove, Giethoorn et Blokzijl pour former la nouvelle commune de Brederwiede. De nos jours, Wanneperveen fait partie de Steenwijkerland.